# Nathan Abshire
Nathan Abshire (Gueydan, 23 giugno 1913 – Basile, 13 maggio 1981) è stato un musicista statunitense, di genere cajun, zydeco e swamp blues.

## Discografia

### Album
- 1968 – Pine Grove Blues
- 1972 – The Cajuns  (with The Balfa Brothers)
- 1975 – Good Times Are Killing Me
- 1978 – Nathan Abshire & the Pinegrove Boys - The Legendary Jay Miller Sessions Volume 13

### Singoli
- 1949 – Pine Grove Blues

### Raccolte
- 1972 – Cajun Gems
- 1991 – The Cajun legend: The Best of Nathan Abshire
- 1993 – French Blues
- 1995 – The Great Cajun Accordionist
- 2002 – Pine Grove Blues / The Good Times Are Killing Me